# Никола Лончар
Никола Лончар (Крагујевац, 31. мај 1972) је бивши српски кошаркаш и председник КК Раднички. Играо је на позицијама бека шутера и крила.

## Клупска каријера
Никола је кошарком почео да се бави у родном Крагујевцу одакле 1989. долази у Партизан. Са црно-белима је провео наредних шест сезона и за то време освојио два Првенства Југославије, два Купа и највреднији трофеј Куп Европских шампиона 1992. године.
Године 1995. одлази први пут у иностранство и потписује за славни Реал Мадрид, који је тада тренирао његов бивши тренер из Партизана Жељко Обрадовић. Са Мадриђанима проводи једну сезону а након тога одлази у италијански Варезе где се задржава такође једну годину.
Од 1997. до 1999. је играо за француски ПСЖ Расинг где га је довео Божидар Маљковић. Године 1998. одлази у славни Макаби из Тел Авива где није успео да се снађе па је убрзо добио отказ и вратио се у Шпанију у екипу Хувентуда. Након тога следи једна полусезона у италијанској екипи Монтекатини Терме.
Лончар се 2000. године поново враћа у Шпанију и потписује за екипу Бреогана где проводи наредне две сезоне. Након тога следе три сезоне у Естудијантесу где је и оставио највећи траг у својој иностраној каријери. Са њима је стигао до финала плеј-офа АЦБ лиге у сезони 2003/04.
У септембру 2005. се вратио у Партизан, али се није дуго задржао јер добио отказ већ у јануару 2006. Након тога је отишао у италијански Армани џинс Милано, код тренера Саше Ђорђевића, где је остао до краја сезоне и након тога завршио каријеру.

## Репрезентација
Лончар је са репрезентацијом СР Југославије освојио златне медаље на Европском првенству 1997. и на Светском првенству 1998. Такође је освојио и сребрну медаљу на Олимпијским играма 1996. и бронзану медаљу на Европском првенству 1999.

## После кошарке
Након завршетка играчке каријере Лончар је остао да живи у Шпанији и ради као коментатор за кошаркашке утакмице на једној шпанској спортској телевизији. Основао је 2015. године ККК Раднички.

## Успеси

### Клупски
- Партизан :
  - Евролига (1) : 1991/92.
  - Првенство Југославије (1) : 1991/92.
  - Првенство СР Југославије (1) : 1994/95.
  - Куп Југославије (1) : 1992.
  - Куп СР Југославије (2) : 1994, 1995.

### Репрезентативни
- Летње олимпијске игре:  1996.
- Европско првенство:  1997.
- Светско првенство:  1998.
- Европско првенство:  1999.